# دیمیتری گلوخوفسکی
دیمیتری گلوخوف (به انگلیسی: Dmitry A. Glukhovsky)، (به روسی: Дми́трий Алексе́евич Глухо́вский) یک روزنامه‌نویس رمان پرداز است که داستان‌های سیاسی اجتماعی می‌نویسد. او اولین رمانش را تحت عنوان Metro ۲۰۳۳ در سن هجده سالگی منتشر کرد. او این رمان را در سال ۲۰۰۲ میلادی به صورت رایگان در وبسایت شخصی اش منتشر کرد که بالغ بر سه میلیون مخاطب در سراسر جهان پیدا کرد. در سال ۲۰۰۵ ۴ای-گیمز اقدام به ساخت یک بازی رایانه‌ای با همین عنوان کرد و در سال ۲۰۱۰ آن را منتشر ساخت. این بازی بعد از انتشار توانست امتیاز ۹ از ۱۰ را از سایت‌های محبوب gamespot , IGN دریافت کند.
در سال ۲۰۰۷ وی رمان It's Getting Darker را منتشر کرد که در سال ۲۰۰۹ با عنوان (Metro 2034 (lastlight ادامه پیدا کرد که در سال ۲۰۱۳ از روی آن بازی دیگری تحت همین نام ارائه شد که این نسخه نیز موفق بود.
در سال ۲۰۳۴، زمانی که دنیا به پایان رسیده‌است، در خرابه‌های شهر مسکو در چند تونل مترو آخرین بازماندگان زمین زندگی می‌کنند. زندگی در تونل‌های سرد و تلاش برای زنده ماندن از جنگ‌های داخلی و خارجی زیر آسمانی مسموم و گرفته‌است. مردم و حیواناتی که در معرض سمی که در هوا پراکنده شده‌است قرار گرفته‌اند، حال تبدیل به موجوداتی خطرناک شده‌اند و بازمایکدیگر متحد شوند و راه حلی برای این مشکل پیدا کنند هرکدام به فکر منافع خود هستند و سر جنگ با یکدیگر دارند. آنها طمع به دست آوردن تجهیزات و سلاح‌های خطرناک ارتش را در سر می‌پرورانند که در تونل D6 قرار دارد و می‌تواند تباهی را به ارمغان بیاورد
همچنین نسخه‌های اپدیت شده این دو تحت عنوان metro redux انتشار یافت این بازی در واقع دو نسخه Metro 2033 و Metro Last Light را شامل می‌شود که از نظر گرافیکی و گیم پلی بهبود پیدا کرده‌اند. برای بهبود هر دو بازی از موتور بازی‌سازی 4A Engine استفاده شده‌است. قرار است نسخه Metro 2033 به‌طور کامل با موتور نسخه Last Light بازسازی شود و تمام ویژگی‌های مخصوص به خود را حفظ کند.
کتاب مترو ۲۰۳۵ نیز نوشته شده‌است و به زودی بازی آن نیز ساخته خواهد شد.